# Artiofabula
Artiofabula è un clade composto dai Suina e dai Cetruminantia. Questo clade è stato scoperto mediante analisi filogenetiche molecolari e contraddice le relazioni tradizionali basate sulle analisi morfologiche.

## Etimologia
Il nome Artiofabula deriva dal greco "artios" (che significa completo o perfetto per il suo tipo o, rispetto ai numeri, pari) e dal latino "fabula" (che significa favola). Quest'ultimo si riferiva al clade che rompeva le visioni tradizionali sulla tassonomia degli artiodattili basata su analisi morfologiche, dove i cammelli erano raggruppati con i ruminanti, gli ippopotami con i maiali e le balene erano considerate non correlate.

## Filogenia
Le analisi filogenetiche degli artiodattili hanno rivelato le seguenti relazioni:
|                           | Ruminantia (ruminanti - giraffe, bovini (bue, mucca, toro, bisonte, bufalo), caprini (capre, mufloni, ovini, camosci, stambecchi), cervidi (cervi, renne e alci), gnu, antilopi (gazzelle, dik dik, saiga), moschidi) |
|                           | |
| Cetancodonta/Whippomorpha | \| \| Hippopotamidae (ippopotami) \| \| \| \| \| \| Cetacea \| \| \| \| (balene, delfini, narvali, orche, beluga, focene e capodogli)                                                                                 |
|                           | \| \| Hippopotamidae (ippopotami) \| \| \| \| \| \| Cetacea \| \| \| \| (balene, delfini, narvali, orche, beluga, focene e capodogli)                                                                                 |
|                           | Hippopotamidae (ippopotami) |
|                           | |
|                           | Cetacea |
|                           | |

|  | Hippopotamidae (ippopotami) |
|  |                             |
|  | Cetacea                     |
|  |                             |

|                           | Ruminantia (ruminanti - giraffe, bovini (bue, mucca, toro, bisonte, bufalo), caprini (capre, mufloni, ovini, camosci, stambecchi), cervidi (cervi, renne e alci), gnu, antilopi (gazzelle, dik dik, saiga), moschidi) |
|                           | |
| Cetancodonta/Whippomorpha | \| \| Hippopotamidae (ippopotami) \| \| \| \| \| \| Cetacea \| \| \| \| (balene, delfini, narvali, orche, beluga, focene e capodogli)                                                                                 |
|                           | \| \| Hippopotamidae (ippopotami) \| \| \| \| \| \| Cetacea \| \| \| \| (balene, delfini, narvali, orche, beluga, focene e capodogli)                                                                                 |
|                           | Hippopotamidae (ippopotami) |
|                           | |
|                           | Cetacea |
|                           | |

|  | Hippopotamidae (ippopotami) |
|  |                             |
|  | Cetacea                     |
|  |                             |

|                           | Ruminantia (ruminanti - giraffe, bovini (bue, mucca, toro, bisonte, bufalo), caprini (capre, mufloni, ovini, camosci, stambecchi), cervidi (cervi, renne e alci), gnu, antilopi (gazzelle, dik dik, saiga), moschidi) |
|                           | |
| Cetancodonta/Whippomorpha | \| \| Hippopotamidae (ippopotami) \| \| \| \| \| \| Cetacea \| \| \| \| (balene, delfini, narvali, orche, beluga, focene e capodogli)                                                                                 |
|                           | \| \| Hippopotamidae (ippopotami) \| \| \| \| \| \| Cetacea \| \| \| \| (balene, delfini, narvali, orche, beluga, focene e capodogli)                                                                                 |
|                           | Hippopotamidae (ippopotami) |
|                           | |
|                           | Cetacea |
|                           | |

|  | Hippopotamidae (ippopotami) |
|  |                             |
|  | Cetacea                     |
|  |                             |

|                           | Ruminantia (ruminanti - giraffe, bovini (bue, mucca, toro, bisonte, bufalo), caprini (capre, mufloni, ovini, camosci, stambecchi), cervidi (cervi, renne e alci), gnu, antilopi (gazzelle, dik dik, saiga), moschidi) |
|                           | |
| Cetancodonta/Whippomorpha | \| \| Hippopotamidae (ippopotami) \| \| \| \| \| \| Cetacea \| \| \| \| (balene, delfini, narvali, orche, beluga, focene e capodogli)                                                                                 |
|                           | \| \| Hippopotamidae (ippopotami) \| \| \| \| \| \| Cetacea \| \| \| \| (balene, delfini, narvali, orche, beluga, focene e capodogli)                                                                                 |
|                           | Hippopotamidae (ippopotami) |
|                           | |
|                           | Cetacea |
|                           | |

|  | Hippopotamidae (ippopotami) |
|  |                             |
|  | Cetacea                     |
|  |                             |

## Classificazione
- Ordine Cetartiodactyla/Artiodactyla (Ungulati a dita pari)
  - Tylopoda (Cammelli, dromedari, lama, vigogna ed alpaca)
  - Artiofabula[1] (Suini, pecari, ippopotami e cetacei)
    - Sottordine Suina:
      - Famiglia Suidae 19 specie (Maiali, cinghiali e facoceri)
      - Famiglia Tayassuidae 4 specie (Pecari)

  - Cetruminantia[1] (Ruminanti e cetacei)
    - Sottordine Ruminantia (Antilopi, bovini, cervidi, giraffe, moschidi e tragulidi)
      - Famiglia Antilocapridae 1 specie (Antilocapre)
      - Famiglia Bovidae 135 specie (Antilopi, bovini (bisonti, bufali, mucche, tori e buoi), caprini (capre, stambecchi, camosci, mufloni, pecore e buoi muschiati), Alcelaphinae (gnu))
      - Famiglia Cervidi 55-94 specie (Cervi, renne, alci)
      - Famiglia Giraffidae 2 specie (Giraffe, okapi)
      - Famiglia Moschidae 4-7 specie (Moschi)
      - Famiglia Tragulidae 6-10 specie (Traguli)

    - Sottordine Whippomorpha[1] (Specie acquatiche e semi-acquatiche di ungulati a dita pari):
      - Infraordine Ancodonta
        - Famiglia Hippopotamidae 2 specie (ippopotami)

      - Infraordine Cetacea[9][10][11] (Balene, capodogli, delfini, focene, narvali, orche)
        - Parvordine Mysticeti (Cetacei con fanoni - Balene):
          - Famiglia Balaenidae 2-4 specie (Eubalaena, Balaena mysticetus)
          - Famiglia Balaenopteridae 6-9 specie (Balenottere)
          - Famiglia Eschrichtiidae 1 specie (Eschrichtius robustus o balena grigia)
          - Famiglia Neobalaenidae 1 specie (Caperea marginata)

        - Parvordine Odontoceti (Cetacei provvisti di denti)
          - Superfamiglia Delphinoidea (Delfini, beluga, orche, focene e narvali)
            - Famiglia Delphinidae 38 specie  (Delfini e orche)
            - Famiglia Monodontidae 2 specie (beluga e narvali)
            - Famiglia Phocoenidae 6 specie (Focene)

          - Supergamiglia Physeteroidea (Capodogli)
            - Famiglia Kogiidae 2 specie (Kogia breviceps e Kogia sima)
            - Famiglia Physeteridae 1 specie (Physeter macrocephalus)

          - Superfamiglia Ziphoidea (Zifidi)
            - Famiglia Ziphidae 22 specie (Zifidi)

          - Superfamiglia Platanistoidea (delfini di fiume)
            - Famiglia Platanistidae 1-2 specie Platanista

          - Superfamiglia Inioidea
            - Famiglia Iniidae 1-3 specie (Inie)
            - Famiglia Pontoporiidae 1 specie (Pontoporia blainvillei)

          - Superfamiglia Lipotoidea
            - Famiglia Lipotidae 1 specie (Lipotes vexillifer)